# Ерогин, Михаил Михайлович
Михаи́л Миха́йлович Еро́гин (1862 — ?) — депутат Государственной думы I созыва от Гродненской губернии.

## Биография

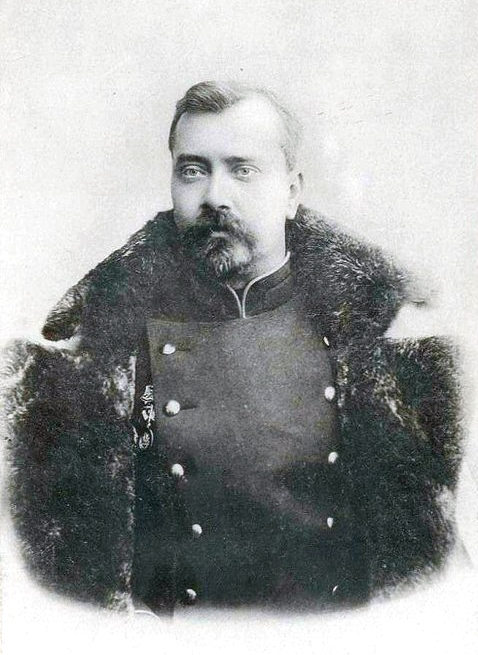
Ерогин Михаил Михайлович

Русский, православного вероисповедания, из потомственных дворян. Землевладелец Брестского уезда. Состоял на военной службе: подпоручик (7 августа 1882), поручик (7 августа 1886), штабс-капитан (26 февраля 1889), капитан (15 марта 1892) 8-го стрелкового полка, окончил курс Николаевской академии Генерального штаба. Некоторое время состоял в постоянном составе Офицерской стрелковой школы и являлся ктитором находившейся при школе церкви Святого Спиридона Тримифунтского, позже являлся воспитателем Пажеского корпуса. После выхода в отставку в чине подполковника вернулся в Гродненскую губернию. Белостокский уездный предводитель дворянства, земский начальник.
26 марта 1906 избран в Государственную думу I созыва от общего состава выборщиков Гродненского губернского избирательного собрания. При избрании в I Думу выборщики-крестьяне ошибочно рассматривали его как прогрессиста. Выборщик из крестьян Гродненской губернии А. М. Санцевич, который считал, «что Дума даст землю: отнимет у панов и предоставит её бесплатно крестьянам; крестьянам за бедностью нет ходу в училища, а если и есть возможность, то за панскими детьми не доступишься», в своих воспоминаниях пишет: «М. М. Ерогин у южных крестьян нашей [Гродненской] губернии был особого рода „кумиром“. М. М. завоевал симпатии и других крестьян; на его стороне был и я». В ходе голосования выяснилось, что «Ерогину готовилось крушение, так как при <…> перебаллотировке Ерогина и Якобсона [Якубсона (так правильно), набравших одинаковое число голосов], паны [поляки] положили бы Ерогину непременно черные». И тогда Санцевич, вероятный кандидат в депутаты, снял свою кандидатуру, чтобы наверняка провести в Думу Ерогина.
Вопреки возложенным на него надеждам в Думе Ерогин заявил себя беспартийным и занял место на крайнем правом фланге.

### «Ерогинская живопырня»

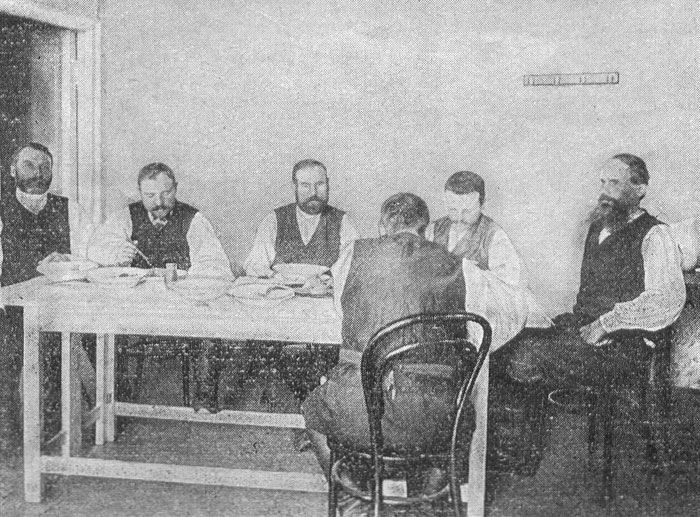
Общежитие для крестьян-депутатов I Государственной думы. Депутаты за обедом. г. Санкт-Петербург. 1906 год. Фото Н. Н. Ольшанского

Предполагают, что именно Ерогин предложил министру внутренних дел П. Н. Дурново провести «обработку» депутатов-крестьян для ограждения их от левых идей. Генерал Отедельного корпуса жандармов П. П. Заварзин считает, что план сплотить в Думе надежные силы из крестьянства принадлежал П. И. Рачковскому, а Ерогин был его исполнителем. Так или иначе Дурново, поддержав эту идею, разослал губернаторам циркуляр о направлении крестьянских депутатов к Ерогину. Была подготовлена программа проправительственной пропаганды среди крестьян. Губернаторам из МВД послана была тайная телеграмма прощупать избранных в Думу крестьян и выделить тех, кто поосновательнее, для направления к Ерогину. Как пишет многолетний сотрудник П. А. Столыпина, впоследствии государственный секретарь С. Е. Крыжановский, действия именно Столыпина привели к первой утечке в прессу о плане Ерогина: «Странное ли стечение обстоятельств, или умысел тут был, или неопытность, но распоряжение это получило огласку на месте по Саратовской губернии, где губернатор П. А. Столыпин стал приглашать избранных в Думу крестьян к себе через урядников».
При поддержке МВД в особняке на Кирочной улице было устроено что-то вроде общежития для приезжих крестьян-депутатов с бесплатным чаем, сахаром, белым хлебом и с соответствующим идеологическим обслуживанием. Разгорелся газетный скандал. Ерогин обратился с открытым письмом в прессу:
```
   
```

| Май 1906 года Письмо в редакцию. М. г.! По поводу появившихся в последнее время обо мне многочисленных газетных статей, телеграмм и заметок, покорнейше прошу не отказать поместить в уважаемой нашей газете нижеследующее. 1) Никаких поручений министерства внутренних дел я не исполнял, так как таковых не получал. 2) Членов Государственной Думы из крестьян, внепартийных, как и я, пригласил собраться на съезд в Петербург по собственной инициативе. 3) Никакого отношения к хозяйственным делам общежития крестьян не имел и не имею и проживаю в другом доме, на собственной квартире: угол Таврической и Кирочной, 5-52, кв. 17. и 4) Никаких торжественных обещаний никому не давал, так как всегда поступал и буду поступать независимо от партий, как мне укажут долг и совесть. С политическими воззрениями моими общество ознакомится по предстоящей деятельности моей в Государственной Думе. Член Государственной Думы Ерогин. Другия газеты прошу перепечатать. |

Левая пресса прозвала это общежитие — «Ерогинская живопырня», и как только оно стало излюбленной темой для карикатуристов, большинство крестьян покинуло это жилье и съехало в более дорогие гостиницы. Но были и другие более весомые причины неудачи. Как пишет генерал П. П. Заварзин «Всем крестьянам, как бы правы они ни были, было присуще стремление получить землю. А потому, как только выяснилось, что левые партии за отчуждения, то из общежития … один за другим все депутаты разбежались».

#### Отзывы о М. М. Ерогине и его плане
П. П. Заварзин, генерал-майор Отдельного корпуса жандармов: 

«Большой» план Рачковского — привлечение на сторону правительства правых крестьян — потерпел полное крушение. Это были похороны надежд, о которых вначале мечтал и Горемыкин, на возможность создать в Думе послушное большинство.
С. Е. Крыжановский, государственный секретарь: 

Затея, однако, не удалась, так как Ерогин оказался человеком неподходящим, да вдобавок и весьма ограниченным. Мужики скоро от него отхлынули и попали в другие тенета.
В. И. Ульянов, лидер большевиков: 

Из затеи Ерогина вышел только срам и для него, и для правительства.

### Дальнейшая судьба
19—21 января 1912 года М. М. Ерогин участвовал в первом Собрании представителей Всероссийского национального союза, в качестве председателя местного отдела из г. Брест-Литовска Гродненской губернии. Он был избран в состав Главного совета союза.
Дальнейшая судьба Ерогина неизвестна.

## Семья
Вероятно, речь идёт о сыне М. М. Ерогина, депутата первой думы: Ерогин Михаил Михайлович (ум. 1 марта 1921), капитан Корниловского артиллерийского дивизиона 1-го армейского корпуса. Похоронен в могиле № 176, Галлиполи, Турция.